# Lijst van sprookjes
Dit is een overzicht van alle sprookjes.

## Sprookjes van degebroeders Grimm
- Assepoester
- De Bremer stadsmuzikanten
- De kikkerkoning of de IJzeren Hendrik
- De wolf en de zeven geitjes
- De zes dienaren
- Doornroosje
- Hans en Grietje
- Het dappere snijdertje
- Klein Duimpje
- Raponsje
- Repelsteeltje
- Roodkapje
- Sneeuwwitje
- Tafeltje dek je, ezeltje strek je en knuppel uit de zak
- Vrouw Holle
- De waternimf in de vijver
- De bijenkoningin
- Bontepels

## Sprookjes vanH.C. Andersen
- De Chinese nachtegaal
- De kleine zeemeermin
- De nieuwe kleren van de keizer
- De prinses op de erwt
- De rode schoentjes
- De sneeuwkoningin
- De tondeldoos
- Het lelijke eendje
- Het meisje met de zwavelstokjes
- De standvastige tinnen soldaat
- Duimelijntje
- Klaas Vaak

Zie ook lijst van sprookjes en overige vertellingen van Hans Christian Andersen

## De vertellingen vanDuizend-en-een-nacht
- Aladin en de wonderlamp
- Ali Baba en de veertig rovers
- Sinbad de zeeman

## Sprookjes van Moeder de Gans (Charles Perrault)
- Assepoester (eerdere versie dan Grimm)
- Blauwbaard
- Doornroosje
- De gelaarsde kat
- Klein Duimpje (eerdere en andere versie dan Grimm)
- Roodkapje (eerdere versie dan Grimm)

## Sprookjes vanGiambattista Basile(1575-1632)
- Sprookjesbundel Pentamerone
- Assepoester
- De gelaarsde kat
- Sneeuwwitje

## Sprookjes uit Friesland
- De aardmannetjes
- De toverfles
- De veelgelovende koningsdochter
- De avonturen van een soldaat

## Sprookjes uit Rusland
- Vadertje Vorst
- De vuurvogel en Wassilisa, de tsarendochter
- Van Iwan Tsarewitsj, de vuurvogel en de grijze wolf
- De Kikvorsprinses
- Finist, de heldere valk

## Andere sprookjes
- De wolf en de drie biggetjes
- Belle en het Beest
- Het adderkroontje
- De Indische Waterlelies